# Rogóżno (gromada)
Rogóżno (następnie Rogóźno) – dawna gromada, czyli najmniejsza jednostka podziału terytorialnego Polskiej Rzeczypospolitej Ludowej w latach 1954–1972.
Gromady, z gromadzkimi radami narodowymi (GRN) jako organami władzy najniższego stopnia na wsi, funkcjonowały od reformy reorganizującej administrację wiejską przeprowadzonej jesienią 1954 do momentu ich zniesienia z dniem 1 stycznia 1973, tym samym wypierając organizację gminną w latach 1954–1972.
Gromadę Rogóżno z siedzibą GRN w Rogóżnie (w obecnym brzmieniu Rogóźno) utworzono – jako jedną z 8759 gromad na obszarze Polski – w powiecie grudziądzkim w woj. bydgoskim, na mocy uchwały nr 24/6 WRN w Bydgoszczy z dnia 5 października 1954. W skład jednostki weszły obszary dotychczasowych gromad Gubiny, Kłódka Szlachecka, Rogóżno i Skurgwy ze zniesionej gminy Rogóżno w tymże powiecie. Dla gromady ustalono 23 członków gromadzkiej rady narodowej.
1 stycznia 1958 do gromady Rogoźno [sic!] włączono wieś Rogoźno-Zamek z nowo utworzonej gromady Łasin.
31 grudnia 1959 do gromady Rogóźno włączono nadleśnictwo Jamy ze znoszonej gromady Dusocin, wieś Bukowiec z przysiółkami Buczek i Wyszczekanka z gromady Łasin oraz wsie Budy i Szembruczek wraz z przysiółkami Marianowo i Białek ze zniesionej gromady Szembruk w tymże powiecie.
1 stycznia 1961 z gromady Rogóźno wyłączono przysiółek Marianowo, włączając go do gromady Wydrzno (zapisano "Wydżno") w tymże powiecie.
Gromada przetrwała do końca 1972 roku, czyli do kolejnej reformy gminnej. 1 stycznia 1973 w powiecie grudziądzkim reaktywowano gminę Rogóźno (do 1954 obowiązywała nazwa gmina Rogóżno).